# Észtország szigeteinek listája

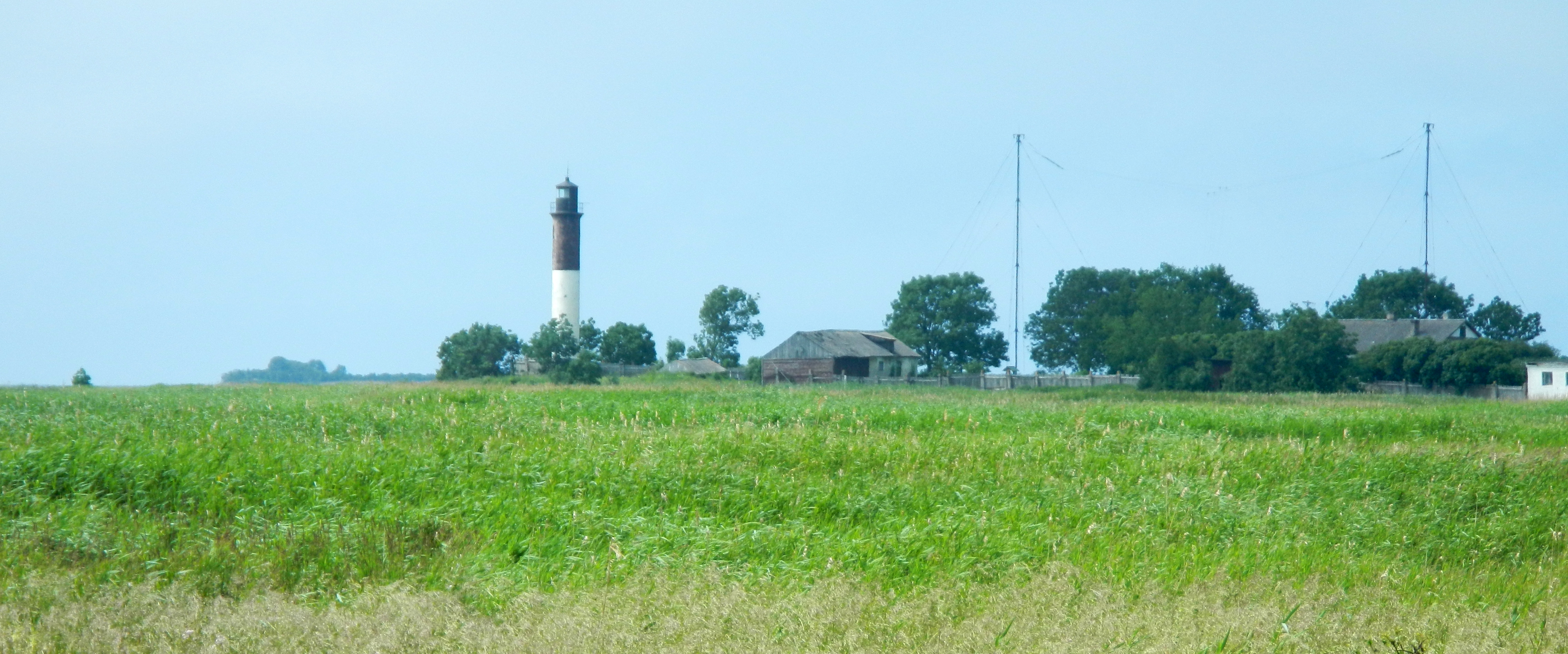
A Kübassaare-világítótorony Saaremaa szigetén, amely Észtország legnagyobb szigete

Ez a befejezetlen, bővítésre szoruló lista Észtország szigeteinek listája. Észtországhoz összesen 1521 sziget tartozik.

## Észtország legnagyobb szigeteinek listája
| #   | Név         | Terület (km²) | Elhelyezkedés               |
| --- | ----------- | ------------- | --------------------------- |
| 1.  | Saaremaa    | 2,671         | Nyugat-észt szigetcsoport   |
| 2.  | Hiiumaa     | 989           | Nyugat-észt szigetcsoport   |
| 3.  | Muhu        | 198           | Nyugat-észt szigetcsoport   |
| 4.  | Vormsi      | 93            | Nyugat-észt szigetcsoport   |
| 5.  | Kassari     | 19.3          | Nyugat-észt szigetcsoport1) |
| 6.  | Naissaar    | 18.6          | Finn-öböl                   |
| 7.  | Kihnu       | 16.4          | Rigai-öböl                  |
| 8.  | Väike-Pakri | 12.9          | Finn-öböl                   |
| 9.  | Suur-Pakri  | 11.6          | Finn-öböl                   |
| 10. | Ruhnu       | 11.4          | Rigai-öböl                  |

1) Kassarit időnként Hiiumaa részének tekintik.

## Az Észtországhoz tartozó szigetek listája ábécé rendben
A lista 224 szigetet sorol fel jelenleg az 1521-ből.

## A
Abruka - Adralaid - Aegna (Wulf) - Ahelaid - Aherahu (Atla) - Aherahu - Ahessäär - Ahtra - Aksi - Allirahu (Kõiguste) - Allirahu (Pihtla) (Väike-Prangli) - Allirahu - Allu - Alumine Vaika - Anekäbrud – Ankrurahu - Annilaid (Anõlaid) - Antsulaiud – Anulaid - Auklaiust

## E
Eerikukivi - Eerikulaid - Elmrahu - Esirahu

## G
Gretagrund

## H
Hanemaa - Hanerahu - Hanikatsi laid - Hara - Harilaid, off Vormsi - Harilaid, off Saaremaa - Härjakare - Härjamaa - Heinlaid (Kõiguste laht) - Heinlaid (Väinameri) - Hellamaa rahu - Hiiumaa (Dagö) - Hobulaid - Hõralaid - Hülgelaid – Hülgerahu

## I
Imutilaid - Innarahu

## J
Juksirahu

## K
Kadakalaid - Kaevatsi laid - Kahtla laid - Kajakarahu - Käkimaa - Käkirahu - Kakralaid - Kakrarahu - Karirahu - Kassari - Kasselaid - Keri (Kokskär) - Keskmine Vaika - Kesselaid - Kihnu (Kynö) - Kitselaid — Kõbajalaid — Koerakuiv - Kõinastu - Koipsi - Kõrgelaid - Kõrksaar - Kõverlaid – Kreenholm - Kriimi laid - Kräsuli -  Kuivarahu - Külalaid - Kullilaid - Kullipank - Küllisäär - Kumari - Kumbli - Kunnati laid - Kuradisäär - Kurgurahu

## L
Laasirahu - Laidu – Läkumätas – Langekare - Leemetikare - Liia - Liisi - Liivakari - Liivanuka ots - Linnusitamaa - Loonalaid - Luigerahu

## M
Maakrirahu - Manilaid - Mardirahu - Maturahu – Mihklirahu – Mohni - Mõndalaid - Muhu (Moon) - Munaderahu - Munasaar - Mustarahu - Mustpank - Mustpank (Vaika)

## N
Nabralaid – Naissaar (Nargö) - Naistekivi maa - Ninalaid - Noogimaa – Nootamaa– Nosurahu

## O
Öakse - Oitma – Ojurahu – Öörahu - Oosäär - Ooslamaa - Orikalaid - Osmussaar (Odensholm)

## P
Paelaid - Pakri Islands (Rågöarna) - Pakulaid - Papilaid - Papirahu - Pasilaid - Pedassaar - Pihanasu – Pihlakare - Pihlalaid - Piirissaar - Piiukaarelaid - Pikknasv - Piskumadal – Põdvalaid - Põiksäär - Pöörilaid - Prangli (Vrangö) – Pühadekare - Puhtulaid - Puningalaid

## R
Rammu - Ramsi - Rannasitik – Reigilaid - Riinurahu –  Ristlaid - Rohurahu - Rohusi saar - Rooglaid - Ruhnu (Runö) - Rukkirahu – Rusulaid

## S
Saare ots - Saaremaa (Ösel) - Saarnaki laid - Salava - Sangelaid - Seasaar - Selglaid - Sepasitik – Siiakare - Sillalaid - Sipelgarahu - Sitakare - Sokulaid - Sõmeri — Sorgu - Suuregi laid – Suurepoldi – Suurlaid - Suur-Pakri (Västerö) - Suurrahu

## T
Taguküla laid - Täkulaid – Täkunasv - Tarja - Tauksi - Telve - Tiirloo - Tondirahu - Tondisaar - Tõõdilaid

## U
Udrikulaid – Uhtju saar — Uhtju saared - Ülemine Vaika - Ulkkarri - Umalakotid - Umblu - Urverahu - Uuemaarahu - Uuemererahu - Uuluti laid - Uus-Nootamaa

## V
Vahase - Vahelmisrahu - Vaika islands - Väike-Pihlakare - Väike-Tulpe - Väike-Pakri (Österö) - Vaindloo - Valgerahu - Vareslaid (Käina Bay) - Vareslaid (Väinameri) - Varesrahu - Varsarahu - Vasikakuiv - Vasikalaid - Vassiklaid - Vesiloo - Vesitükimaa - Vesitükimaa islets - Viirekare - Viirelaid - Vilsandi - Vissulaid - Vohilaid - Võilaid - Võrgukare - Vormsi (Ormsö)

## Fordítás
Ez a szócikk részben vagy egészben  a   List of islands of Estonia című angol Wikipédia-szócikk ezen változatának fordításán alapul.  Az eredeti cikk szerkesztőit annak laptörténete sorolja fel. Ez a jelzés csupán a megfogalmazás eredetét és a szerzői jogokat jelzi, nem szolgál a cikkben szereplő információk forrásmegjelöléseként.